# Gyromagnetisches Verhältnis
Das gyromagnetische Verhältnis (auch: magnetogyrisches Verhältnis) {\displaystyle \gamma } bezeichnet den Proportionalitätsfaktor zwischen dem Drehimpuls (oder Spin) {\displaystyle {\vec {X}}} eines Teilchens und dem dazugehörigen magnetischen Moment {\displaystyle {\vec {\mu }}_{X}}
{\displaystyle {\vec {\mu }}_{X}=\gamma _{X}{\vec {X}}}.
Daher folgt: {\displaystyle \gamma _{X}={\frac {|{\vec {\mu }}_{X}|}{|{\vec {X}}|}}}.
Die SI-Einheit des gyromagnetischen Verhältnisses ist rad·s−1·T−1.
Das gyromagnetische Verhältnis eines geladenen Teilchens ist das Produkt seines (dimensionslosen) gyromagnetischen Faktors {\displaystyle g} und seines Magnetons {\displaystyle \mu }, bezogen auf die reduzierte Planck-Konstante {\displaystyle \hbar }:
{\displaystyle \gamma =g\,{\frac {\mu }{\hbar }}}
mit
- {\displaystyle \mu ={\frac {q}{2\,m}}\,\hbar } dem Magneton des Teilchens
- {\displaystyle q}: elektrische Ladung
- {\displaystyle m}: Teilchenmasse.

Das gyromagnetische Verhältnis kann bestimmt werden unter Ausnutzung des Barnett-Effektes und des Einstein-de-Haas-Effektes. In vielen anderen Experimenten, wie z. B. ferromagnetische Resonanz oder Elektronenspinresonanz, kann der Wert von {\displaystyle \gamma } deutlich abweichen – in diesem Fall spricht man vom spektroskopischen Splitting-Faktor bzw. -Verhältnis.

## γℓfür reinen Bahndrehimpuls eines Elektrons
Wie im Artikel Magnetisches Moment ausgeführt, gilt für das magnetische Moment des Bahndrehimpulses eines Elektrons:
{\displaystyle {\vec {\mu _{\ell }}}=-{\frac {e}{2m_{e}}}{\vec {\ell }}}.
Mit
- {\displaystyle -e} der Ladung des Elektrons
- {\displaystyle m_{e}} seiner Masse.

Daher folgt:
{\displaystyle \gamma _{\ell }={\frac {|{\vec {\mu _{\ell }}}|}{|{\vec {\ell }}|}}={\frac {e}{2m_{e}}}={\frac {g_{\ell }\mu _{\mathrm {B} }}{\hbar }}}.
Mit
- {\displaystyle \mu _{\mathrm {B} }} dem Bohrschen Magneton. Der g-Faktor für die Bahnbewegung ist also {\displaystyle g_{\ell }=1.}

## γSfür den Spin eines Teilchens
Betrachtet man ein Teilchen mit Spin {\displaystyle {\vec {S}}}, so gilt:
{\displaystyle {\vec {\mu }}_{S}=\gamma _{S}{\vec {S}}}, beziehungsweise {\displaystyle \gamma _{S}={\frac {|{\vec {\mu _{S}}}|}{|{\vec {S}}|}}}
Der Wert dieser Naturkonstante ist für jede Teilchenart charakteristisch. Nach derzeitiger Messgenauigkeit beträgt sie
- für das freie Proton:

{\displaystyle \gamma _{\text{Proton}}=2{,}675\,221\,8744(11)\cdot 10^{8}\ \mathrm {rad} \cdot \mathrm {s} ^{-1}\,\mathrm {T} ^{-1}\,} 
- für das Elektron:

{\displaystyle \gamma _{\text{Elektron}}=1{,}760\,859\,630\,23(53)\cdot 10^{11}\ \mathrm {rad} \cdot \mathrm {s} ^{-1}\,\mathrm {T} ^{-1}\,} 
dabei geben die eingeklammerten Ziffern jeweils die geschätzte Standardabweichung für den Mittelwert an, der den beiden letzten Ziffern vor der Klammer entspricht.
Der g-Faktor für Spinmagnetismus ist beim freien Elektron mit 2,002 319 ... ungefähr gleich 2. Beim freien Proton dagegen gilt Analoges keineswegs: Das magnetische Moment des Protons liegt zwar der Größenordnung nach bei dem sog. „Kernmagneton“  (das wäre der Wert {\displaystyle |e|\hbar /(2m_{\mathrm {Proton} })\,}), jedoch beträgt es ein krummzahliges Vielfaches dieses Wertes, genauer: das 2,79-fache. Auch das Neutron weist ein magnetisches Moment auf, obwohl es als ganzes elektrisch neutral ist. Sein magnetisches Moment ist das −1.91-fache des Kernmagnetons und zeigt also entgegengesetzt zu demjenigen des Protons. Es lässt sich erklären durch die Substruktur des Neutrons.
Die elektronischen g-Faktoren der ferromagnetischen Metalle Eisen, Kobalt und Nickel liegen nahe bei 2 (mit Abweichungen von nur etwa 10 %), d. h., dass der Magnetismus dieser Systeme überwiegend Spinmagnetismus ist mit nur einem geringen Bahnanteil.

## Gyromagnetische Verhältnisse von Atomkernen
Auch für Kerne kann dieses Verhältnis gemessen und angegeben werden. In der folgenden Tabelle sind einige Werte angegeben.
| Kern  | {\displaystyle \gamma _{n}} in 107 rad·s−1·T−1 | {\displaystyle \gamma _{n}/2\pi } in MHz·T−1 |
| ----- | ---------------------------------------------- | -------------------------------------------- |
| 1H    | +26,752                                        | +42,577                                      |
| 2H    | 0+4,1065                                       | 0+6,536                                      |
| 3He   | −20,3789                                       | −32,434                                      |
| 7Li   | +10,3962                                       | +16,546                                      |
| 13C   | 0+6,7262                                       | +10,705                                      |
| 14N   | 0+1,9331                                       | 0+3,077                                      |
| 15N   | 0−2,7116                                       | 0−4,316                                      |
| 17O   | 0−3,6264                                       | 0−5,772                                      |
| 19F   | +25,1662                                       | +40,053                                      |
| 23Na  | 0+7,0761                                       | +11,262                                      |
| 31P   | +10,8291                                       | +17,235                                      |
| 129Xe | 0−7,3997                                       | −11,777                                      |